# Prometheus-läger
Prometheus-läger är religiöst och ideologiskt obundna livsåskådningsläger för ungdomar. De har anordnats i Finland sedan slutet på 1990-talet av föreningen Prometheus-lägrets stöd. En systerförening startade i Sverige 2008 som från 2009 anordnar liknande läger i Sverige under det förkortade namnet Protus.
Lägren i Finland har en tradition som sekulära alternativ till kristen konfirmation. I Sverige görs inga anspråk på en sådan roll, men man är ändå tydlig med att det är ett möjligt sätt att se på lägren. Lägren leds av tidigare deltagare tillsammans med vuxna. Kärnan i Protus filosofi är det nyfikna utforskandet.